# Icerya taunayi
Icerya taunayi är en insektsart som beskrevs av Hempel 1920. Icerya taunayi ingår i släktet Icerya och familjen pärlsköldlöss. Inga underarter finns listade i Catalogue of Life.